# Вулиця Липинського (Львів)
Ву́лиця Липи́нського — вулиця у Шевченківському районі міста Львова, в місцевостях Замарстинів, Голоско та Клепарів. Вулиця Липинського починається від стику вулиць Клепарівської, Єрошенка і Варшавської та простягається на північний схід та схід до вулиць Хмельницького та Кукурудзяної. Одна з головних магістралей північної частини міста. 
Прилучаються вулиці Оноре де Бальзака, Угнівська, Гранична, Плетенецького, Окуневського, Могильницького, Циганівка, Ржегоржа, Вербова, Покутська, Замарстинівська, Тучапського, Тена, Сінна, Весняна, Бетховена, Миколайчука та проспект В'ячеслава Чорновола.

## Історія
Вулиця Липинського у своєму сучасному вигляді виникла лише 1977 року, шляхом об'єднання трьох невеликих вулиць в одну. Найстаріша частина вулиці згадується у 1825 році як вулиця Полтви, це була невеличка вуличка на Замарстинові, на березі річки Полтва. У 1871 року вулиця отримала назву Полтвяна. 
У зв'язку з розширенням меж Львова, колишні підміські села Голоско, Замарстинів, Клепарів та Збоїща на початку 1930-х років увійшли до складу міста. Так три вулички, з яких у майбутньому буде створено одну з магістральних вулиць Львова, 1931 року отримали свої назви. Ділянка між сучасними проспектом Чорновола та вулицею Замарстинівською стала вулицею Коритною, ділянка між сучасними вулицею Варшавською та проспектом Чорновола, названа на честь учасника польського повстання 1830—1831 років — Юліана Ордона і ще одна ділянка, між сучасними вулицями Хмельницького та Замарстинівською, мала назву вулиця Жечна (Річкова). 
У 1943 році, німецькою окупаційною владою, вулиця Річкова була перейменована на честь єпископа, намісника Української Греко-Католицької Церкви — о. Сильвестра Сембратовича (нім. Sembratowischgasse). 
Вже по закінченню Другої світової війни, вулиця Коритна стала частиною вулиці Полтвяної (від 1946 року), а від 1956 року — частиною вулиці 700-річчя Львова. Вулиця Ордона 1950 року стала Комбайнерською, а 1945 року вулиця Сембратовича знов стала Річною. Ще два будинки під номерами 3 і 5 входили до вулиці Гранична відповідно під номерами 18 і 20. 1977 року цих три вулички об'єднали в одну велику магістральну вулицю та назвали її на честь В. І. Леніна — Ульянівською. 
У 1992 році вулиця була перейменована на честь українського політичного діяча, історика, ідеолога українського шляхетсько-монархічного руху В'ячеслава (Вацлава) Липинського.

## Забудова
На початку вулиці Липинського (ділянка між вулицею Варшавською та проспектом Чорновола) переважає житлова забудова в стилі конструктивізму 1970—1990-х років з вкрапленнями найновішої забудови першого десятиліття XXI століття. До центральної та східної частини примикає промислова забудова — тут є чимало державних та приватних підприємств і закладів, а також невелика кількість одно-та двоповерхових садибних будинків.

### З непарного боку вулиці
№ 11. Будівля Шевченківської районної адміністрації Львівської міської ради, збудована за типовим проєктом 1970-х років. При вході до будівлі адміністрації 16 січня 2004 року встановлено пам'ятну таблицю голові Шевченківського райвиконкому першого демократичного скликання, одному з керівників НРУ — Михайлові Бойчишину.

### З парного боку вулиці
№ 12. Будівля інженерного корпусу управління магістральних нафтопроводів «Дружба» ПАТ «Укртранснафта», споруджена у 1984 році за проєктом архітектора Володимира Дорошенка.
№ 14. Львівський дошкільний навчальний заклад ясла-садок № 104, створений у 1963 році. Заклад розрахований на 140 місць.
№ 16. Приватна середня загальноосвітня школа-гімназія «Відродження», яка відкрилася у 1995 році.
№ 26. Житловий комплекс «Парус».
№ 32. Нічний клуб «Занзібар», автосалон «Hyundai на Липинського».
№ 36. Центр державного земельного стандарту, Львівський обласний виробничий рибний комбінат, Львівська механізована фабрика-пральня та багато інших.
№ 36а. Львівське обласне спеціалізоване ремонтно-будівельне підприємство протипожежних робіт ДПТ України.
№ 44. Управління поліції охорони у Львівській області.
№ 50. Школа танців «Lviv Pole Dance Studio» Валентини Жук.
№ 50а. Супермаркет побутової техніки та електроніки торговельної мережі «Фокстрот».
№ 50б. Автосалони «Ніка-Захід» та «Захід Моторс».
№ 54. Обласне комунальне підприємство Львівської обласної ради Бюро технічної інвентаризації та експертної оцінки, Львівський науково-дослідний інститут судових експертиз; меблеві компанії «Компанія Веем Меблісервіс» та «Ексклюзив»; відділення банків «Райффайзен Банк Аваль» та «Львів»; приватна хірургічна клініка Естель, будівельна компанія «Трембіта» та багато інших.
№ 56. Будівельна компанія «Світ каменю».
№ 58. Магазини автозапчастин «Автоплюс» та «Автозапчастини», рекламна агенція «Компанія Брок».

## Інфраструктура
Вулиця облаштована кількома дорожніми розв'язками: два «кільця» (перехрестя з проспектом Чорновола і перехрестя з вулицею Б. Хмельницького), а також сучасна розв'язка на перехресті з вулицею Замарстинівською. У двох місцях (перехрестя з Замарстинівською та з Миколайчука) вулицю перетинають трамвайні колії (трамваї № 5 і 6). На перехресті з проспектом Чорновола вулицю перетинає тролейбусна лінія (тролейбус № 33). 
Вулиця поєднує між собою аж п'ять місцевостей Львова: Голоско, Замарстинів, Клепарів, Підзамче та Збоїща.

## Галерея

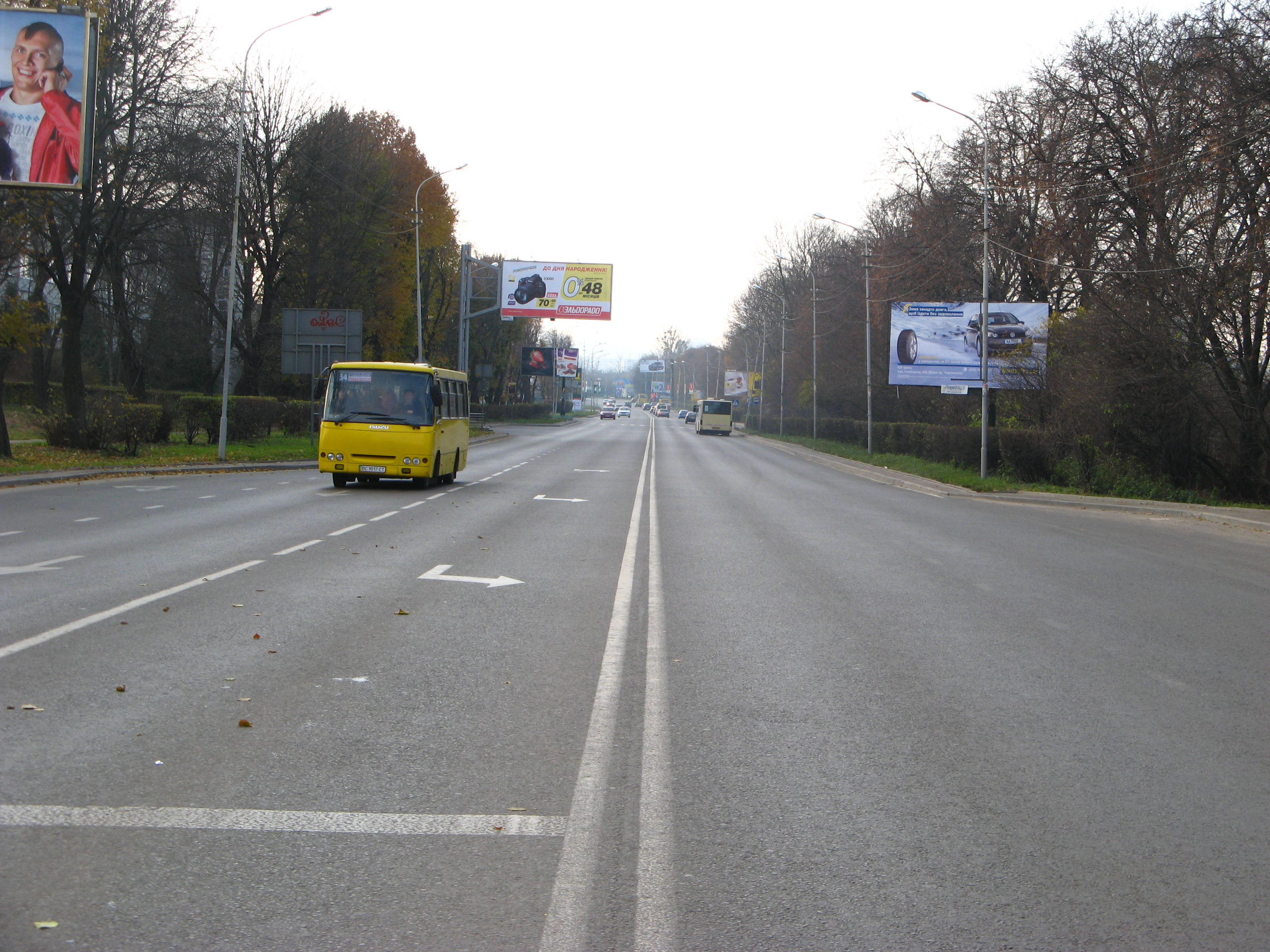
Східна частина вулиці (поблизу перехрестя з вулицями Промисловою та Івана Миколайчука)
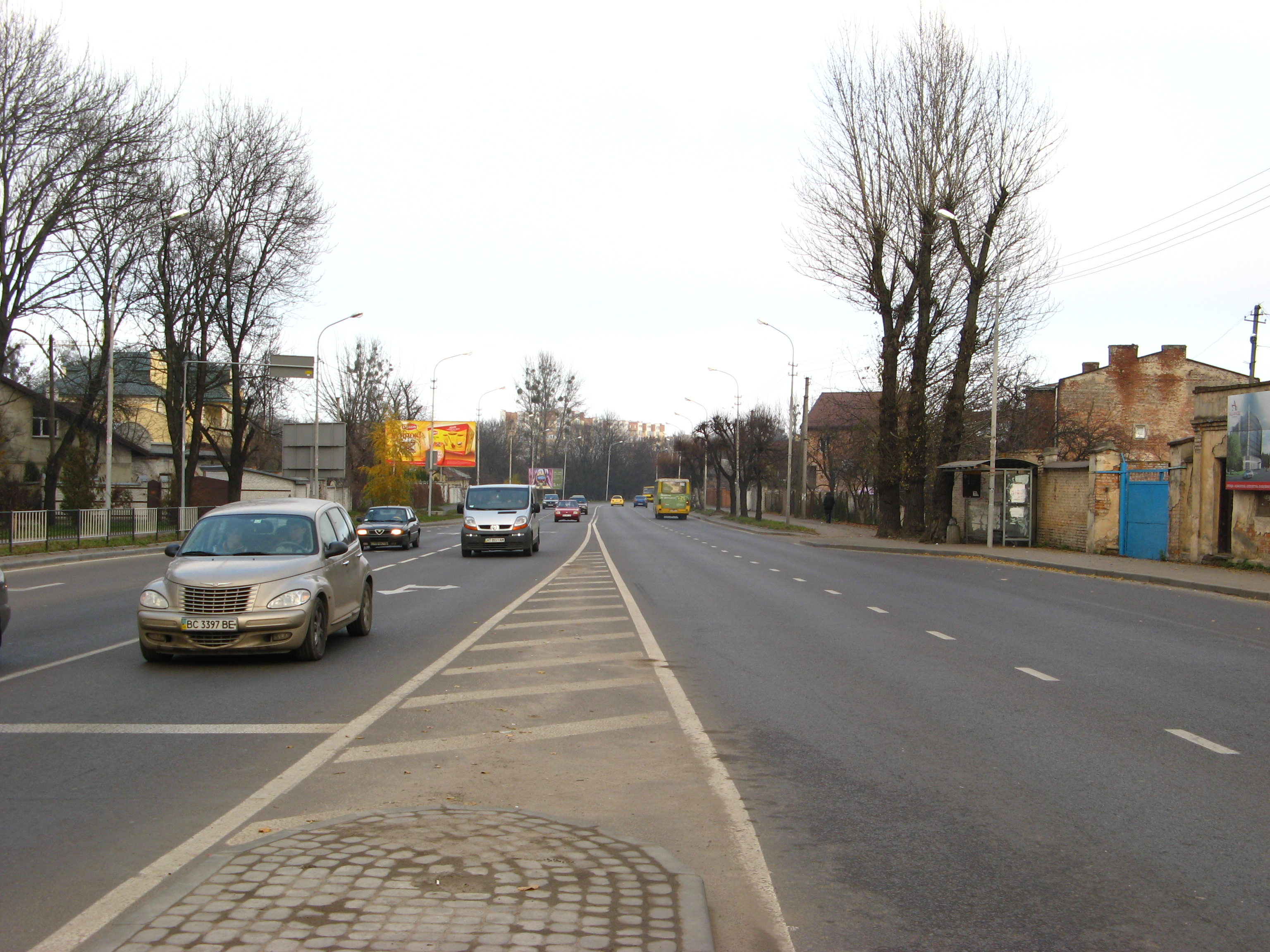
Середня частина вулиці (поблизу перехрестя з вулицею Замарстинівською)
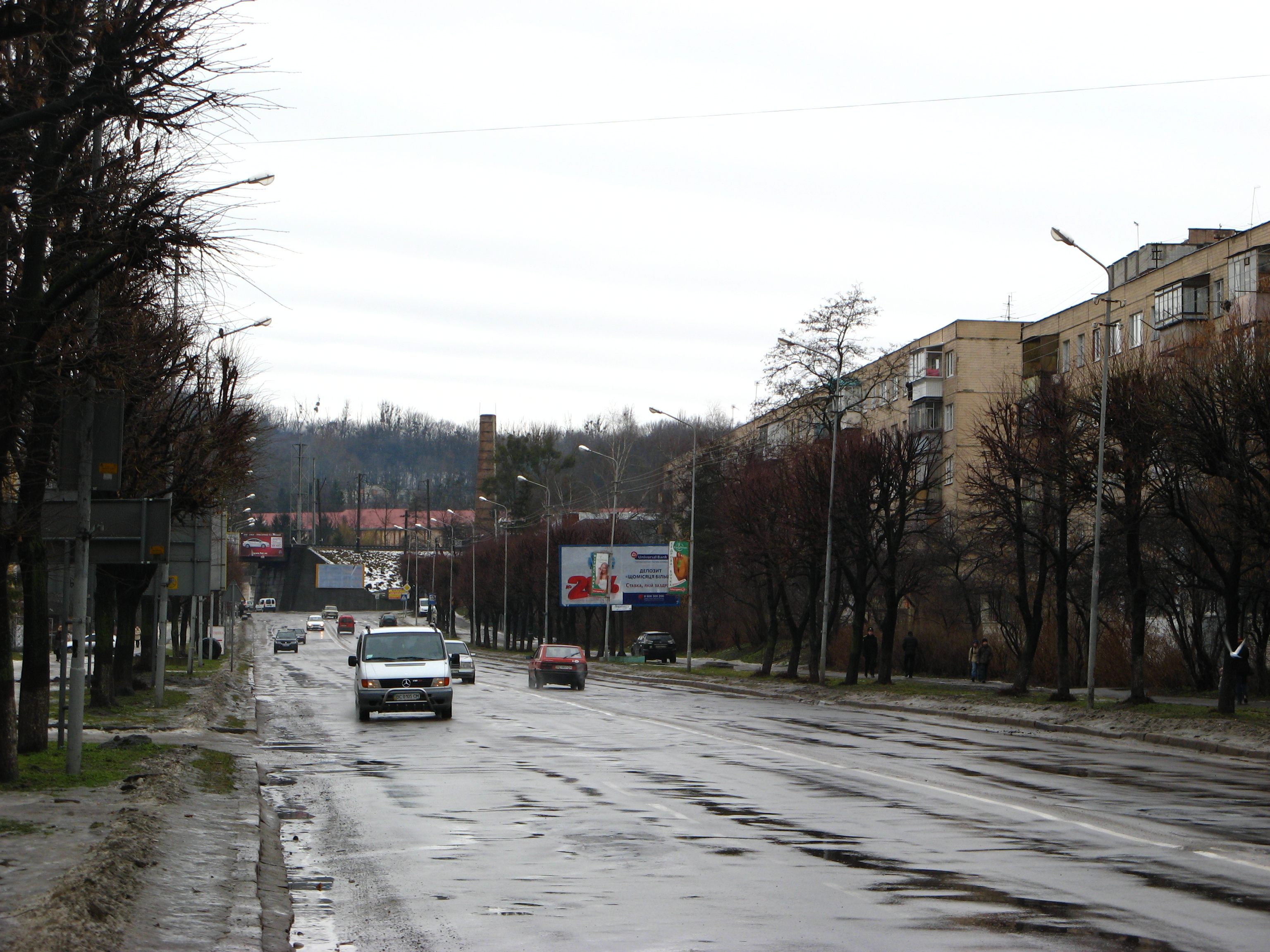
Західна частина вулиці (між проспектом Чорновола та вулицею Варшавською)
Інженерний корпус управління магістральних нафтопроводів «Дружба» (вул. Липинського, 12)